# Lake Diefenbaker
Lake Diefenbaker is een stuwmeer en bifurcatiemeer in de Canadese provincie Saskatchewan. Het meer ontstond door de bouw van een dam op twee verschillende rivieren, namelijk de Qu'Appelle en de South Saskatchewan.
Het in een rivierdal gelegen stuwmeer is 225 km lang met een maximale breedte van 6 km. Met een oppervlakte van 430 km² is Lake Diefenbaker het grootste oppervlaktewater in het zuiden van Saskatchewan.
De bouw van de stuwdammen begon in 1959 en het meer werd daarop genoemd naar John Diefenbaker, de toenmalige premier van Canada. Het meer was volgelopen in 1967.